# Steeve Théophile
Steeve Alain Théophile (Parigi, 9 settembre 1980) è un ex calciatore francese, di ruolo attaccante.

## Carriera
Theophile ha giocato in totale 3 partite in Ligue 1, per l'FC Istres, mentre in Ligue 2 ha giocato 55 gare e ha segnato 9 goal dal 2002 al 2004 per l'FC Geugnon e l'US Créteil-Lusitanos.